# 佛卡斯圓柱
佛卡斯圓柱（義大利語：Colonna di Foca）是位于意大利罗马古罗马广场的一座紀念碑，修建於608年8月1日，用以紀念東羅馬帝國皇帝佛卡斯。它是罗马广场最后修建的一个部分。它是在羅馬從東哥德王國手中奪回並成為東羅馬帝國的一部分時建造的。
看起来像是公元2世纪建成的，高13.6米（44码）的科林斯式神柱矗立在其正方体乳白色大理石基座上。砖制的正方形地基（见右图）本来是看不到的。直到19世纪，罗马广场的地表才开凿到早先奥古斯都时代的路面水平。

## 沿革
虽然佛卡斯正式将万神殿赠与教宗博義四世，但是修建这个圆柱的确實原因还不清楚。教皇又将万神殿赐予所有的殉道圣人。圣母玛丽亚在中世纪也被列为殉道圣人，因此后来万神殿改名成为圣母与诸殉道者教堂。佛卡斯圓柱的顶部曾经竖立着由拉文纳督主教斯马拉格达斯制造的“眩目”的镀金佛卡斯雕像，但可能只存在了很短的时间。610年10月，篡位者佛卡斯被希拉克略推翻，然后被逮捕處決。佛卡斯當初在602年11月推翻前任皇帝莫里斯的之後，他殺了莫里斯全家（斷絶了查士丁尼王朝），並且在成為皇帝後忙於清除威脅其統治的內部敵人、忽視薩珊波斯帝國對帝國東部各省發動的大規模入侵。作为一种“除忆诅咒”（damnatio memoriae），他在各处的雕像也被推倒。
虽然在某些时候被宣称为了表达教宗的感激之情，圆柱顶部的这个镀金雕像更像是君主统治罗马的权力象征。不过，这种统治很快就在伦巴底人的压力之下结束了。这个雕像也表达了斯马拉格达斯的个人感恩。佛卡斯将斯马拉格达斯从长期的放逐状态中召回，并重新给予他在拉文纳的地位和权力。
佛卡斯圓柱的前身是一根用来安放罗马帝國皇帝戴克里先雕像的圆柱。后来这个铭刻被砍凿掉了，以给现在的雕刻提供空间。
在1813年挖掘時發現圓柱底部有下列文字:
給我們至高慈悲的王子陛下, 
 佛卡斯帝王, 
 上主加冕至永生, 
 對奥古斯都永遠的勝利者, 
 斯馬拉格達斯, 義大利的貴族以及首長, 
 爲了聖殿的緣故,
 也爲了他的贖罪, 
 爲了他無數次因著憐慈而受到的益處, 
 也爲了義大利得到的和平, 以及保存的自由, 
 這個爲主人做的雕像, 
 閃耀著金色的光芒, 
 與它的光榮立在這個壯觀的柱子上, 
 在八月的第一天獻給他,
 在十五計年曆的第十一年, 
 在受他恩澤後的第五年 
 Optimo clementiss[imo piissi]moque 
 principi domino n[ostro] 
 F[ocae imperat]ori 
 perpetuo a d[e]o coronato, [t]riumphatori 
 semper Augusto 
 Smaragdus ex praepos[ito] sacri palatii 
 ac patricius et exarchus Italiae 
 devotus eius clementiae 
 pro innumerabilibus pietatis eius beneficiis et pro quiete 
 procurata Ital[iae] ac conservata libertate 
 hanc sta(tuam maiesta)tis eius 
 auri splend(ore fulge)ntem huic 
 sublimi colu(m)na(e ad) perennem 
 ipsius gloriam imposuit ac dedicavit 
 die prima mensis Augusti, indict[ione] und[icesima] 
 p[ost] c[onsulatum] pietatis eius anno quinto
圆柱现在仍在其原位。它孤立的矗立在废墟中，成为罗马广场的一个地标。它也经常出现在城市景观图以及雕刻中。在18世纪中叶，当裘塞佩·瓦西和皮拉内西·吉安巴蒂斯塔创作雕刻和蚀刻的时候，由于侵蚀而导致的地平面上升已经完全埋没了基座。